# Acronema
Acronema, rod dvosupnica iz porodice štitarki (Apiaceae). Postoji tridesetak vrsta u Kini, Nepalu i Tajlandu, osobito na Tibetu i Himnalaji

## Vrste
1. Acronema alpinum S.L.Liou & R.H.Shan
2. Acronema astrantiifolium H.Wolff
3. Acronema brevipedicellatum Z.H.Pan & M.F.Watson
4. Acronema bryophilum Farille & Lachard
5. Acronema chienii R.H.Shan
6. Acronema chinense H.Wolff
7. Acronema commutatum H.Wolff
8. Acronema crassifolium Huan C.Wang, X.M.Zhou & Y.H.Wang
9. Acronema cryptosciadeum Farille & Lachard
10. Acronema dyssimetriradiata Farille & S.B.Malla
11. Acronema edosmioides (H.Boissieu) Pimenov & Kljuykov
12. Acronema evolutum (C.B.Clarke) H.Wolff
13. Acronema forrestii H.Wolff
14. Acronema gracile S.L.Liou & R.H.Shan
15. Acronema graminifolium (W.W.Sm.) S.L.Liou & R.H.Shan
16. Acronema handelii H.Wolff
17. Acronema hookeri (C.B.Clarke) H.Wolff
18. Acronema ioniostyles Farille & Lachard
19. Acronema johrianum Babu
20. Acronema minus (M.F.Watson) M.F.Watson & Z.H.Pan
21. Acronema mukherjeeanum Farille & Lachard
22. Acronema muscicola (Hand.-Mazz.) Hand.-Mazz.
23. Acronema nervosum H.Wolff
24. Acronema paniculatum (Franch.) H.Wolff
25. Acronema phaeosciadeum Farille & Lachard
26. Acronema pilosum C.Norman
27. Acronema pneumatophobium Farille & Lachard
28. Acronema pseudotenera P.K.Mukh.
29. Acronema refugicola Farille & Lachard
30. Acronema rivale C.Norman
31. Acronema schneideri H.Wolff
32. Acronema sichuanense S.L.Liou & R.H.Shan
33. Acronema tenerum (DC.) Edgew.
34. Acronema xizangense S.L.Liou & R.H.Shan
35. Acronema yadongense S.L.Liou